# Johan Sjöholm
Johannes "Johan" Sjöholm (i riksdagen kallad Sjöholm i Kvillebäcken), född 29 januari 1851 i Sövestads församling, Malmöhus län, död 31 december 1918 i Göteborgs Vasa församling, var en svensk ingenjör och riksdagsman.
Han var som riksdagsman ledamot av riksdagens andra kammare och anslöt sig till Gamla lantmannapartiet.
Sjöholm är begravd på Östra kyrkogården i Göteborg.